# رز سیاه (مجموعه تلویزیونی)
رز سیاه مجموعۀ تلویزیونی ساخت کشور ترکیه است. از سال ۲۰۱۳ تا ۲۰۱۶ از شبکه فاکس پخش شده‌است.

## خلاصۀ داستان
ابرو و مراد سه فرزند دارند. یک روز همسرش، ابرو، خبری می‌رسد که شوهرش با سقوط در رودخانه‌ای در حلفی، شهر زادگاهش، ناپدید شده‌است. از آن لحظه، زندگی او به شدت تغییر می‌کند. او متوجه می‌شود که شوهرش تمام دارایی‌های خانواده را از دست داده و دارایی‌های او را رهن کرده است. ابرو برای یافتن جسد شوهرش به حلفتی نقل مکان می‌کند. او در آنجا تنها و بدون پول است، او همچنین متوجه می‌‌شود که شوهرش زن اول داشته است. در آن مکان، او باید با کندال، فرزند اول خانواده که همیشه به مراد حسادت می‌کرد، سر و کار داشته باشد زیرا می‌خواست تنها وارث خانواده باشد. با این حال، کندال فرزندی ندارد که بتواند به میراث او را ادامه دهد، زیرا تنها فرزندی که دارد معلول است. ابرو همچنین با باران، اولین فرزندش با مراد که ظاهراً مرده به دنیا آمده بود، ملاقات خواهد کرد. 

## عوامل سریال
- شرکت تولیدکننده: فیلم افشار
- کارگردان:مراد سلجوق‌اوغلو
- فیلم نامه:ایلیم جان پولاد-فوندا چتین - پینار اوی سال - سما ارگن کن[۳]

## بازیگران و شخصیت‌ها
| بازیگر             | شخصیت                        |
| ------------------ | ---------------------------- |
| ایج اسلو           | ابرو شاموردی                 |
| ساروهان هونل       | کنان گونر                    |
| مسعود آکوستا       | کندال آقا شاموردی            |
| یاووز بینگول       | Fırat Mercan                 |
| هلال آلتینبیلک     | Özlem Şamverdi/Hanım         |
| اوزجان دنیز        | مورات شموردی                 |
| شریف سزر           | کادریه شاموردی               |
| اوزلم کانکر        | نارین مرجان شاموردی          |
| ایسر کارابیل       | قاسم یلماز کهرمن کاراکویونلو |
| صباحات کوماش       | ملک شاموردی                  |
| یالچین ارتورک      | رجب                          |
| مرت یازیجی‌اوغلو    | باران شاموردی                |
| ایلایدا چویک       | مایا شاموردی                 |
| آیچا آیشین توران   | آدا شموردی                   |
| آردا ارکوران       | روزگار شاموردی               |
| گونکا سیلاسون      | فکریه گونر                   |
| هلیا دویار         | امینه شاموردی/ریحان          |
| ابرو شاهین         | سیبل شاموردی                 |
| سودا ارگینجی       | عایشه شاموردی/اوزالپ         |
| کان آتاک           | Asım Şamverdi                |
| اوگون کاپتان اوغلو | اوغوز قلیچ اوغلو             |
| بوراک چلیک         | سردار قلیچ اوغلو             |
| سو اولگاچ          | دنیز قلیچ اوغلو              |
| بولنت پولات        | صبری                         |

## محل فیلم‌برداری
روستای هالفتی halfeti خلفتی شهر قاضی انتپ در مرز سوریه

## زمان پخش
جمعه ۲۰/۴۵ شبکه فوکس (FOX)